# Thiotte (kommun i Haiti)
Thiotte är en kommun i Haiti.   Den ligger i departementet Sud-Est, i den sydöstra delen av landet, 60 km sydost om huvudstaden Port-au-Prince.